# 等靜壓凹陷

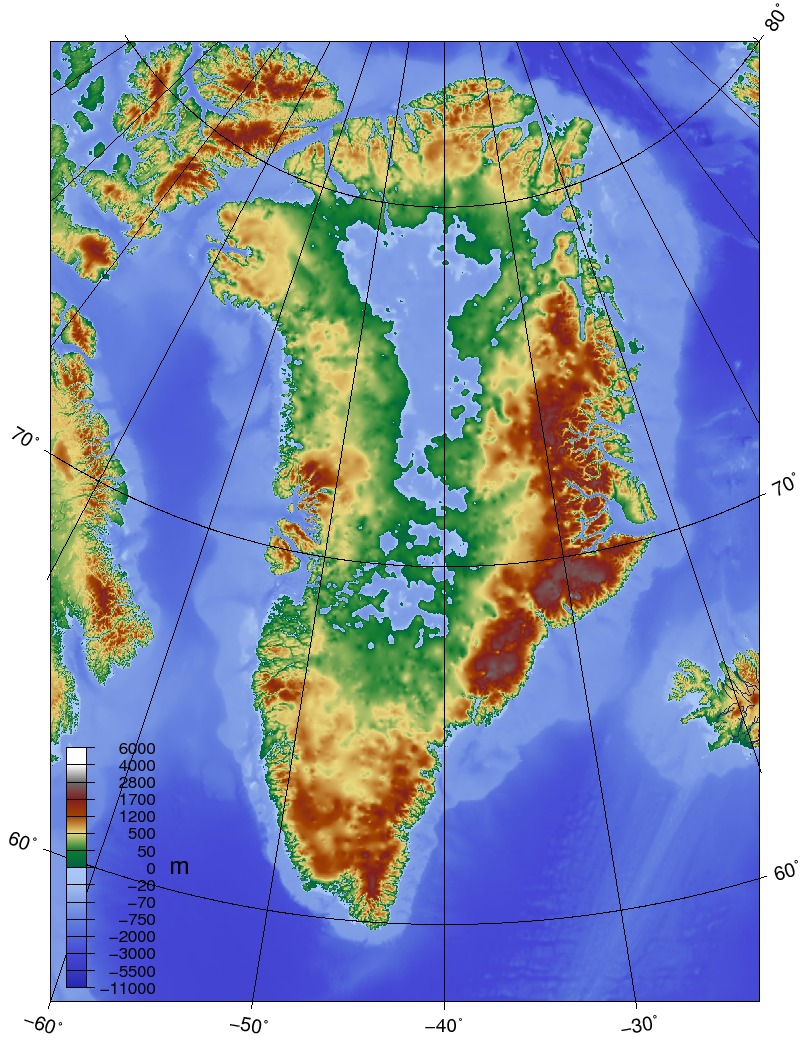
格陵蘭冰原的重力使得格陵蘭島上的內陸基岩表面的海拔要低於海平面

等靜壓凹陷是指地壳的大部分沉入软流圈。这种下沉是由地球表面的重物造成的，例如大陆上形成冰川後冰川的重力造成地表凹陷。在大陆冰川消退后，通常又会出现等靜壓反弹。